# Harlem (Montana)
Harlem es una ciudad ubicada en el condado de Blaine en el estado estadounidense de Montana. En el Censo de 2010 tenía una población de 808 habitantes y una densidad poblacional de 725,51 personas por km².

## Geografía
Harlem se encuentra ubicada en las coordenadas 48°31′55″N 108°47′5″O / 48.53194, -108.78472. Según la Oficina del Censo de los Estados Unidos, Harlem tiene una superficie total de 1.11 km², de la cual 1.11 km² corresponden a tierra firme y (0%) 0 km² es agua.

## Demografía
Según el censo de 2010, había 808 personas residiendo en Harlem. La densidad de población era de 725,51 hab./km². De los 808 habitantes, Harlem estaba compuesto por el 42.08% blancos, el 0% eran afroamericanos, el 52.23% eran amerindios, el 0% eran asiáticos, el 0.12% eran isleños del Pacífico, el 0.12% eran de otras razas y el 5.45% pertenecían a dos o más razas. Del total de la población el 3.96% eran hispanos o latinos de cualquier raza.